# Frebaco Kvarn
Frebaco Kvarn Aktiebolag var ett svenskt kvarnföretag startat 1981. Företaget hade sitt säte i Lidköping och framställde framför allt havregryn, flingor, müsli och couscous. De flesta råvarorna kom från kvarnen på Västgötaslätten. En av deras mest kända produkter är en fruktmüsli med 33% frukt.
År 2016 köptes Frebaco Kvarn AB av  Fazer Kvarn AB 